# MB86900
MB86900 (кодовое имя Sunrise, также известен как SF9010) — микропроцессорный чипсет с системой команд SPARC V7, разработанный компанией Sun Microsystems. Это была первая реализация SPARC. Использовалась в первой рабочей станции на основе SPARC — Sun-4. Тактовая частота чипсета составляла от 10 до 16,67 МГц, производительность при максимальной частоте - примерно 10 MIPS. Чипсет состоял из двух микросхем (MB86900 и MB86910), каждая из которых содержала примерно 20 тысяч логических вентилей (порядка 110 тысяч транзисторов): микропроцессора MB86900 и устройства с плавающей запятой MB86910. Чипсет производился по 1,2 мкм КМОП-технологии на основе кристаллов БМК корпорацией Fujitsu Limited в Японии.